# Darányi
A Darányi régi magyar családnév, amely a származási helyre utalhat: Darány (Somogy vármegye).

## Híres Darányi nevű családok
- Pusztaszentgyörgyi és Tetétleni Darányi család

## Híres Darányi nevű személyek
- Darányi Ignác (1811–1877) magyar ügyvéd és jószágigazgató
- Darányi Ignác (1849–1927) magyar jogász, agrárpolitikus
- Darányi János (1819–1889), Arad város főorvosa
- Darányi József (1905–1990), magyar atléta, súlylökő, állatorvos
- Darányi Kálmán (1859–1931) udvari tanácsos, földhitelintézeti igazgató, pénzügyi főtanácsos, kamarai ügyész
- Darányi Kálmán (1886–1939) magyar politikus, miniszterelnök